# 弗沃茨瓦韦克
弗沃茨瓦韦克（波蘭語：Włocławek）是波兰中部库亚维-滨海省的一座城市，人口约10万，位於維斯瓦河與茲格沃維翁奇卡河交匯處。該城市在歷史上是庫亞維地區的首府，是歷史最悠久的波蘭城市之一。

## 友好城市
- 英国 貝德福德
- 乌克兰 伊茲梅爾
- 白俄羅斯 莫吉廖夫
- 法國 聖阿沃爾德

來源：